# Міністерство народних справ Японії
Міністерство народних справ (яп. 民部省, みんぶしょう, мімбу-сьо; たみのつかさ, тамі-но-цукаса)
1. Центральна урядова установа в Японії періоду Нара, міністерство, що займалося описом населення, упорядкуванням косекі, налагодженням транспортної інфраструктури, а також збором і накладанням податків.
2. Центральна урядова установа в Японії періоду Мейдзі, міністерство, що завідувало справами внутрішнього управляння і населення. Існувала з 1869 по 1871 роки. Проводила реєстрацію населення за системою косекі, збирала податки, завідувала природними ресурсами країни: корисними копалинами, лісом, водою. Поглинута Міністерствами фінансів. 1873 року частина функцій була передана новоутвореному Міністерству внутрішніх справ